# 前672年
| 千纪： | 前1千纪 |
| 世纪： | 前8世纪 \| 前7世纪 \| 前6世纪 |
| 年代： | 前700年代 \| 前690年代 \| 前680年代 \| 前670年代 \| 前660年代 \| 前650年代 \| 前640年代                                                                                   |
| 年份： | 前677年 \| 前676年 \| 前675年 \| 前674年 \| 前673年 \| 前672年 \| 前671年 \| 前670年 \| 前669年 \| 前668年 \| 前667年                                                     |
| 纪年： | 周惠王五年 魯莊公二十二年 齊桓公十四年 晉献公五年 秦宣公四年 宋桓公十年 楚堵敖五年 衛惠公二十八年 陳宣公二十一年 蔡穆侯三年 曹庄公30年 郑文公元年 燕庄公十九年 杞德公元年 |

## 大事记
- 晉獻公伐驪戎，得驪姬及其妹。
- 楚王熊艱欲殺其弟惲。惲奔亡隨國，借隨人之助，殺艱自立，是為楚成王。
- 腓尼基人航繞非洲一周。

## 出生
- 王子带

## 逝世
- 堵敖，原名熊艱，楚文王之子。